# Liverpool Senior Cup 2008-09
De Liverpool Senior Cup 2008-09 is de 123ste editie van de Liverpool Senior Cup . 18 teams doen mee aan deze editie.

## Eerste Ronde
| # | Thuis               | Uitslag               | Bezoekers              |
| - | ------------------- | --------------------- | ---------------------- |
| 1 | AFC Liverpool       | 1 – 6                 | Waterloo Dock          |
| 2 | Bootle              | 5 – 1                 | Aigburth People's Hall |
| 3 | Prescot Cables      | 3 – 2                 | Cammell Laird          |
| 4 | East Villa          | 6 – 3 (na extra tijd) | St Helens Town         |
| 5 | Skelmersdale United | 0 – 4                 | Formby                 |
| 6 | Ashton Town         | 1 – 6                 | Warrington Town        |

- Byes: Burscough, Everton, Liverpool, Marine, Southport, Tranmere Rovers.

## Tweede Ronde
| #  | Thuis           | Uitslag               | Bezoekers         |
| -- | --------------- | --------------------- | ----------------- |
| 7  | Bootle          | 0 – 1                 | Formby            |
| 8  | Warrington Town | 1 – 3                 | Burscough         |
| 9  | Waterloo Dock   | 2 – 1 (na extra tijd) | East Villa        |
| 10 | Marine          | 3 – 1                 | Prescot Cables FC |

- Byes: Everton, Liverpool, Southport, Tranmere Rovers.

## Kwartfinale
| #  | Thuis         | Uitslag              | Bezoekers       |
| -- | ------------- | -------------------- | --------------- |
| 11 | Burscough     | 4 – 1                | Everton         |
| 12 | Waterloo Dock | 6 – 5 (na verlening) | Tranmere Rovers |
| 13 | Marine        | 1-5                  | Southport       |
| 14 | Formby        | 0-3                  | Liverpool       |

## Halve finale
| Thuis        | Uitslag | Bezoekers     |
| ------------ | ------- | ------------- |
| Burscough FC | 0-3     | Waterloo Dock |
| Southport FC | 0-3     | Liverpool FC  |

## Finale
De finale vond plaats op 27 april in Crosby (Merseyside)
| Thuis         | Uitslag | Bezoekers    |
| ------------- | ------- | ------------ |
| Waterloo Dock | 0-1     | Liverpool FC |